# Ajit Mookerjee
Ajit Mookerjee, né au Bengale (Raj britannique) en 1915 et mort en Inde en 1990, était un spécialiste des textes sacrés du sous-continent indien, conservateur d'art, collectionneur et essayiste.
À partir des années 1960, il contribue à la connaissance du tantra et des représentations liées aux pratiques tantriques, notamment à son historiographie, en présentant dans différents pays européens certaines des plus belles pièces de sa collection.